# 那不勒斯东方大学
那不勒斯东方大学（義大利語：Università degli Studi di Napoli "L'Orientale"）是一所位于意大利那不勒斯的大学，创建于1732年4月7日，是欧洲历史最悠久的汉学和东方学的学校，也是意大利从事非欧洲语言和文化研究的主要大学。

## 历史
17世纪中叶明末清初之际，天主教传教士进入中国。其中的一位馬國賢，来自那不勒斯王国，于1711-1723年在康熙皇帝的满清宫廷担任画家。他返回那不勒斯时带回了四名年轻的中国教友，作为中文教师，他们构成了那不勒斯“中国学院”（Collegio dei Cinesi）的核心，1732年获教宗克莱门七世批准，其宗旨是向传教士教授中文，从而推进在中国的传教事业。
1861年意大利统一后，该校一度改名“皇家亞洲學院”（1868-1888），之后成为那不勒斯东方大学。俄语、印地语和波斯语等其他语言也被添加到课程中，成为学习东方语言的一个世俗学校。后来，又增加了非洲语言和所有的现代欧洲语言。今天，该校教授超过50种语言。
意大利现代汉学研究起步较晚，威尼斯大学、罗马大学、那不勒斯东方大学并称意大利三大汉学中心。主要期刊包括羅馬大學的《東亞研究期刊》、威尼斯大學的《威尼斯亞洲研究》以及那不勒斯东方大学的《東方學院年鑑》。
东方大学的机构散布在那不勒斯的许多地点。1932年，东方大学总部迁入Palazzo Giusso。此外还有主教座堂附近的前Santa Maria Porta Coeli修道院，以及新建的地中海宫（Palazzo Mediterraneo），设有语言实验室。主图书馆位于科里利亚诺宫（Palazzo Corigliano）。

## 学术
东方大学开设了6个学位课程，分别是美洲和拉丁美洲研究、考古学、比较研究、东方和非洲文化、政治科学和国际关系以及翻译研究。
东方大学提供9个硕士课程，分别是考古学、亚洲和非洲研究、比较文学、欧洲和美国研究、意大利研究、国际关系、地中海研究和专业翻译。
东方大学还提供三个博士课程：亚洲、非洲和地中海研究（专注于古代文明的语言学、历史学和考古学研究）、国际研究（以历史、思想史、地缘政治、经济、制度和文化关系为中心）、文学、语言学和比较研究（以欧洲和美国语言和文学为中心）。